# Meinrad Lorenz
Meinrad Lorenz (* 12. August 1880 in Praden; † 2. November 1968 in Chur) war ein Schweizer Architekt, der zu Beginn seiner Karriere vor Beginn des Ersten Weltkriegs die Bahnhofsbauten der Rhätischen Bahn projektierte. Nach Kriegsende setzte er seine Amtslaufbahn bei den SBB fort, in deren Folge keine Bauten aus seiner Hand mehr entstanden.

## Ausbildung und Berufstätigkeit

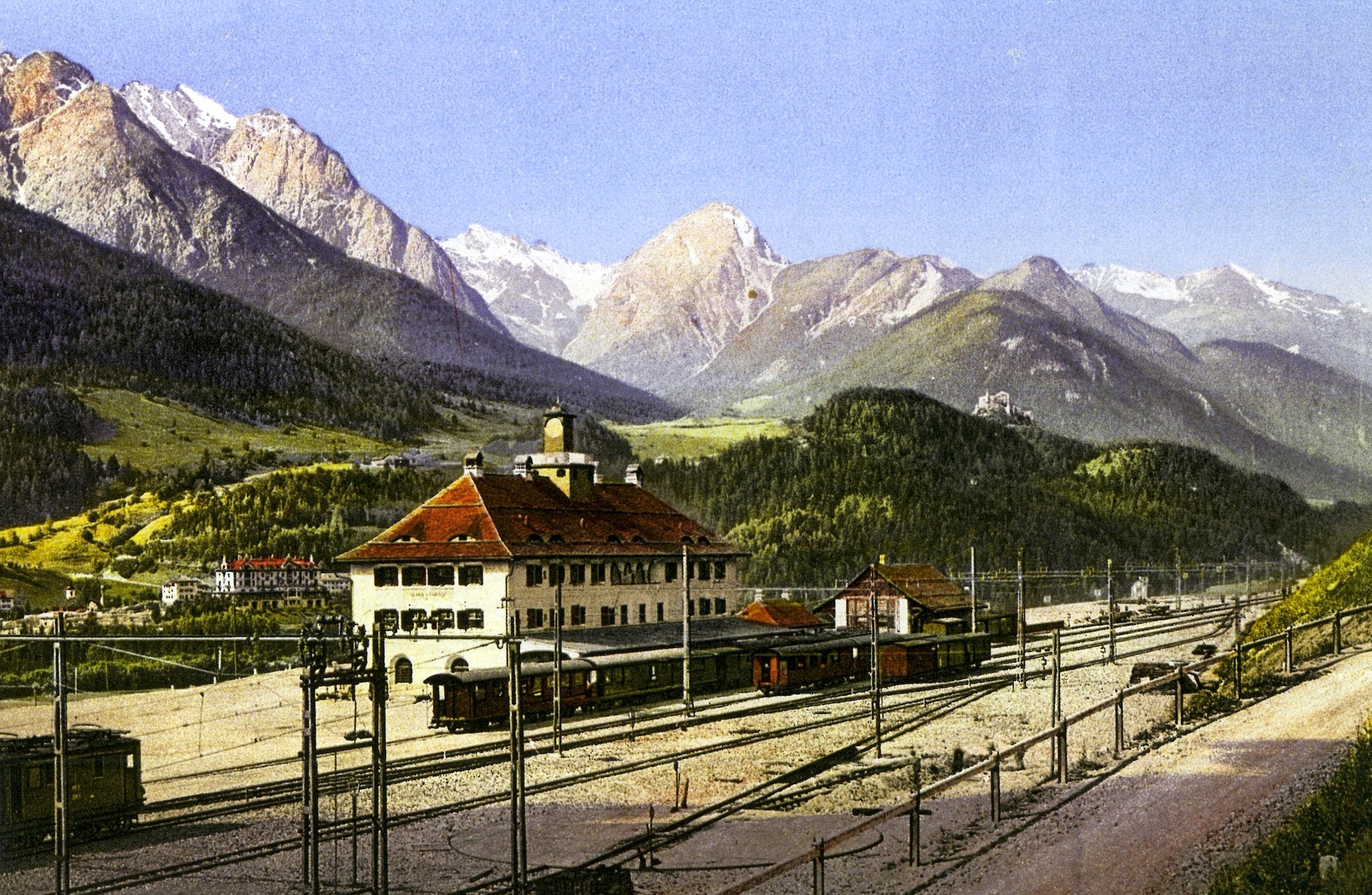
Bahnhof Scuol-Tarasp, 1913

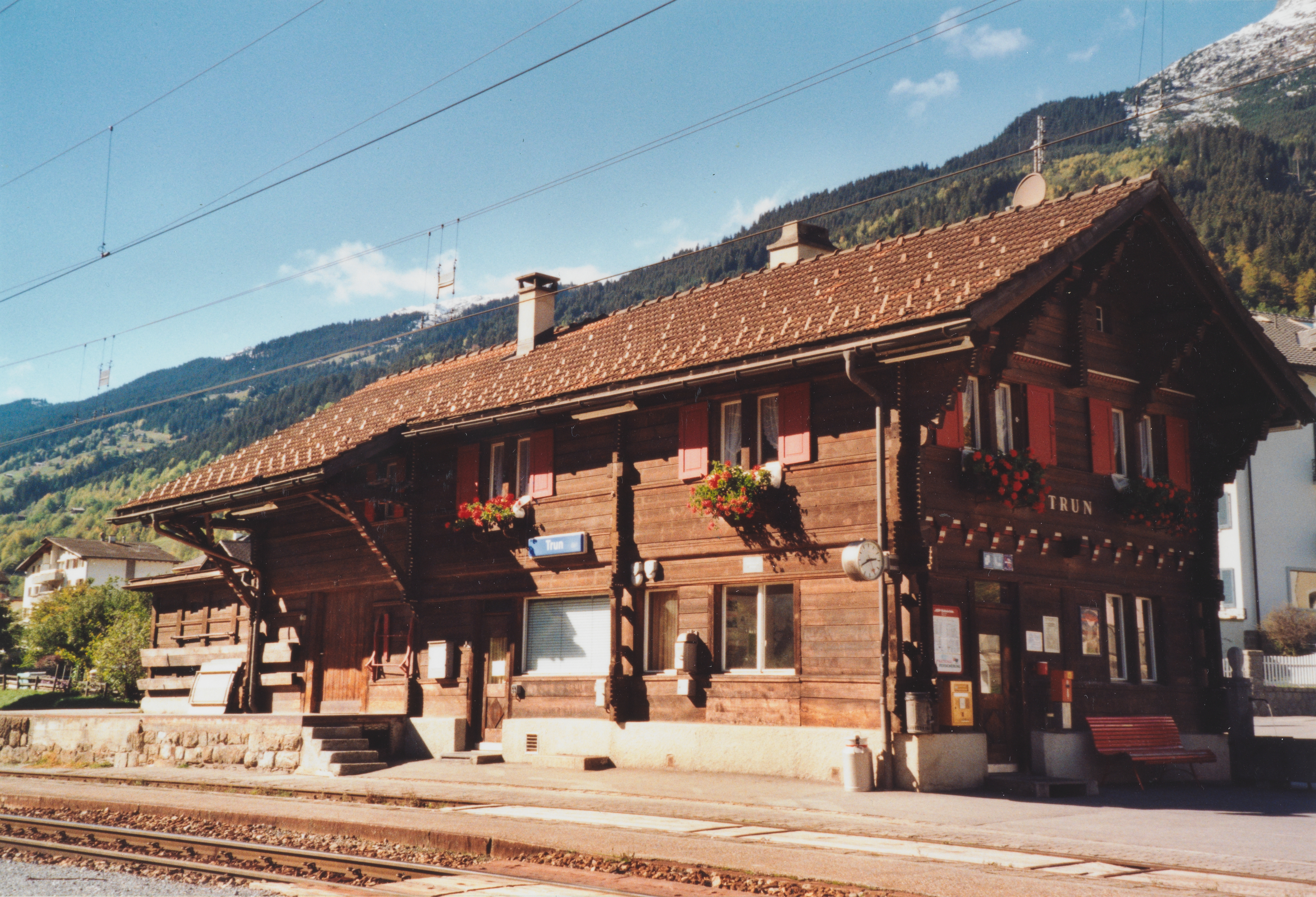
Bahnhof Trun, ca. 1912 (Bild 2003)

Das Architekturstudium 1897 bis 1899 am Technikum Winterthur unterbrach Lorenz, der 1900 bis 1903 bei Emanuel von Tscharner arbeitete. Er nahm das Studium jedoch nicht in Winterthur wieder auf, sondern ging nach Deutschland an die Schule für Architektur und Hochbau nach Strelitz, wo er 1904 diplomierte. Offenbar absolvierte Lorenz in den Folgejahren mehrere Arbeitsaufenthalte in München, Berlin, Dresden und Stuttgart, jedenfalls arbeitete er ab 1905 bis 1906 wieder bei von Tscharner, ehe er 1907 ins Hochbaubüro der Rhätischen Bahn eintrat. Dort wurde er 1910 zum Hochbaumeister für die neuen Linien befördert, eine Funktion, in der er vor allem Normbauten für die Bahnlinie Ilanz–Disentis und Bever–Scuol entwarf, die Aufnahmegebäude bzw. Warteräume in Disentis, Trun, Scuol-Tarasp, Ardez, Zernez, Carolina, Cinuos-chel/Brail, Sumvitg-Cumpadials, allesamt in Bündner Heimatstil.
1920 trat er in das Hochbaubüro der SBB in Bern über. 1925 bis zu seiner Pensionierung 1945 übernahm er die Leitung des Hochbaubüros Kreis III der Bahngesellschaft in Zürich.

## Werke (Auswahl)
- Siedlung Stampagarten, Einfamilienhaus Typ 1d,  Chur, 1910–1911
- Bahnhofsgebäude für die Strecke Ilanz–Disentis, Graubünden, 1911–1913
- Bahnhofsgebäude für die Strecke Bever–Scuol, Graubünden, 1912–1913
- Einfamilienhaus Reta,  Chur, ca. 1913

## Belege
1. ↑  Bündner Bautenverzeichnis 1800–1970 (Memento des Originals vom 12. August 2011 im Internet Archive)  Info: Der Archivlink wurde automatisch eingesetzt und noch nicht geprüft. Bitte prüfe Original- und Archivlink gemäß Anleitung und entferne dann diesen Hinweis.

| Personendaten    | Personendaten               |
| ---------------- | --------------------------- |
| NAME             | Lorenz, Meinrad             |
| KURZBESCHREIBUNG | Schweizer Bahnhofsarchitekt |
| GEBURTSDATUM     | 12. August 1880             |
| GEBURTSORT       | Praden                      |
| STERBEDATUM      | 2. November 1968            |
| STERBEORT        | Chur                        |